# 帕米爾國家公園

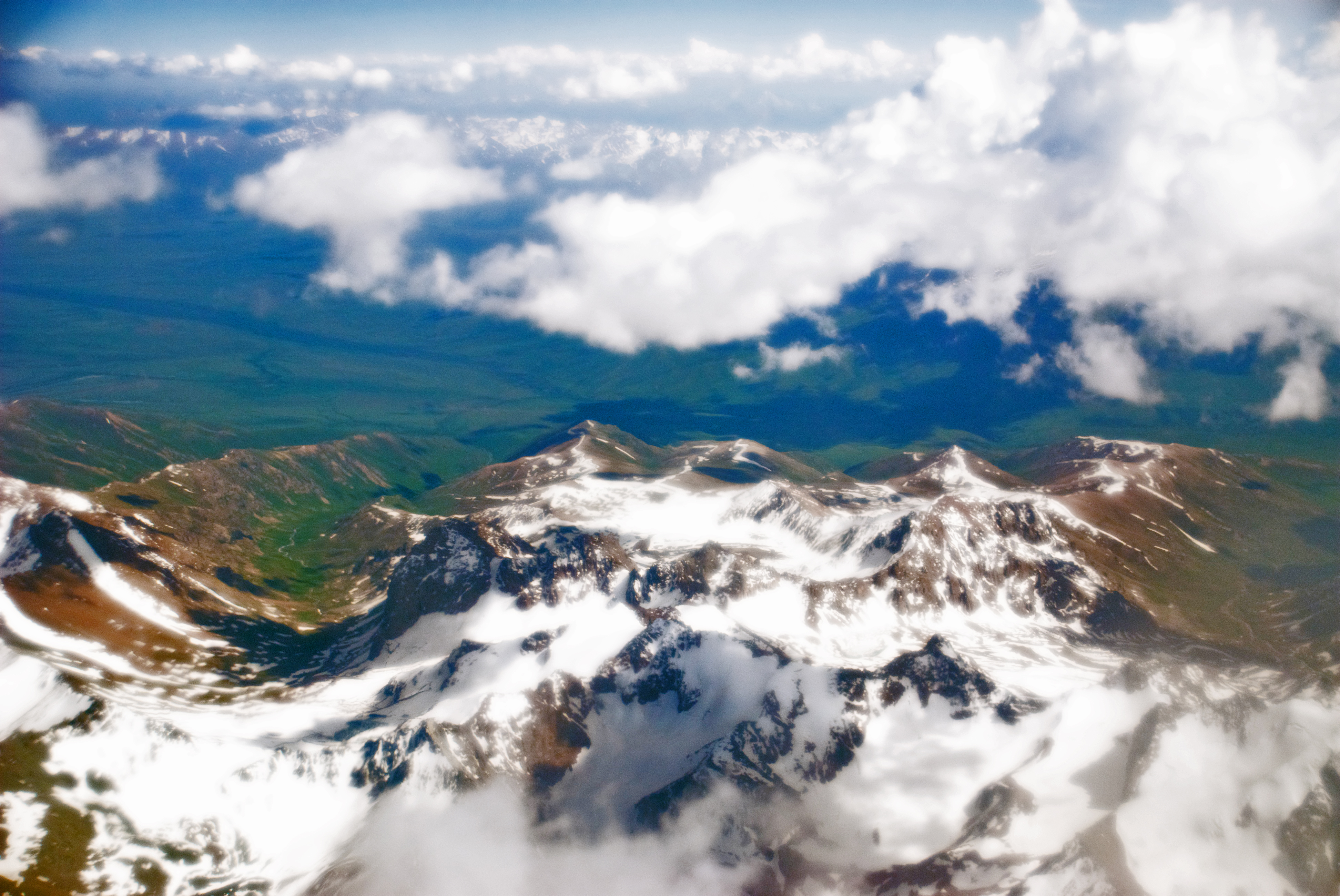

帕米爾國家公園是塔吉克斯坦的國家公園，位於該國東部，成立於1992年，面積26,117平方公里，有棕熊、雪豹、狼、捻角山羊、馬可波羅盤羊、棕頭鷗、斑頭雁等野生動物棲息。